# Дом специалистов (Витебск)
Дом специалистов — жилой дом, памятник советской архитектуры 1930-х годов. Построен в 1932—1935 годах по проекту С. Презьмы. Находится на 1-й улице Доватора, 14/9 города Витебска.
Один из трех домов подобного типа на территории Белоруссии, созданных по специальным проектам и призванных увеличить площадь жилых комнат и улучшить оборудование бытовых помещений.
В композиции 50-квартирного здания выделена угловая пятиэтажная часть с магазином на первом этаже. Остальная часть здания имеет четыре этажа. Выразительность фасадов достигается ритмом группировки оконных проемов, балконов с глухой оградой, лоджий, эркеров, вертикально застекленных лестничных клеток. Дом состоит из секций, на лестничную площадку выходят две квартиры (3- и 4-комнатные). Комнаты имеют встроенное оборудование. 
Во время Витебска-Оршанской наступательной операции при освобождении Витебска от немецких оккупантов 26 июня 1944 года капитан Д. В. Мясоедов установил на здании красный флаг. В 1959 году в честь этого события на доме специалистов установлена мемориальная доска.